# 淫羊藿白粉菌
淫羊藿白粉菌（学名：Erysiphe epimedii）是属于白粉菌目白粉菌科白粉菌属的一种真菌，寄生在短角淫羊藿上。该种分布于中国。